# Фаворит (кінно-спортивна школа, Кременчук)
Кременчу́цька міська́ дитя́чо-юна́цька кі́нно-спорти́вна шко́ла «Фавори́т» — кінно-спортивна школа в Кременчуці.

## Історія
У березні 1989 року в Кременчуці Полтавської області був створений клуб любителів верхової їзди «Фаворит», при об'єднанні клубів Кременчуцького міського комітету комсомолу.
У серпні 1990 року після ліквідації комсомольських структур, клуб залишився без власника, а в 1993 році, він був включений в об'єднання позашкільних установ Кременчука вже як кінноспортивна школа «Фаворит».
Після реорганізації об'єднання позашкільних установ кінноспортивна школа «Фаворит» стала юридичною особою і перейшла на самостійний баланс, а з 1998 року отримала статус комунального підприємства міста Кременчука.
У травні 2002 року після чергової реорганізації, кінноспортивна школа «Фаворит» включена, як структурна одиниця, до складу спорткомітету міста.

## Розташування
Школа розташована в Кременчуці по вул. М. Грушевського 2, прилегла територія в 1 га обгороджена по периметру огорожею з труб.

## Опис
Приміщення стайні школи це будівля колишньої ферми. Половина будівлі переобладнана для деннікового утримання коней, друга половина використовується для зберігання фуражу. У будівлі улаштовані підсобні приміщення, побутова кімната для чергового коновода, тренерська кімната, дитячі роздягальні, на території школи обладнаний літній душ, вбиральня.
Підлога в приміщенні бетонна, як підстилковий матеріал використовуються тирса і стружка дерев хвойних порід, при їх відсутності солома. Прибирання стаєнь, із заміною підстилки, здійснюється щодня.
Нині в школі знаходиться 18 голів коней, серед них є представники різних порід : чистокровної англійської верхової породи, української верхової, вестфальської, тракененської, російської рисистої, безпородні коні.
На сьогодні в кінноспортивній школі «Фаворит» під керівництвом 4 тренерів-викладачів в 9 групах займається 60 дітей і підлітків у віці від 9 до 19 років. Заняття проводяться у дві зміни щодня, окрім неділі.
З вересня 2003 року, школа у тісній співпраці з Центром ранньої соціальної реабілітації дітей-інвалідів, працює методом іпотерапії (дозована верхова їзда) з дітьми з ДЦП від 1 року до 14 років, дітьми з порушенням опорно-рухового апарату, затримкою психомоторного розвитку, з травмами хребта на кріслах колісних, з порушенням інтелекту. Протягом року школа працює з двома групами дітей загальною чисельністю 14 осіб.
Будівля стайні побудована в 50-х роках минулого століття. Був проведений ремонт даху, щоб уникнути її повного обвалення. Фасадом будівлі проходять численні тріщини, через слабкий фундамент він буквально «роз'їжджається» на очах. Навесні 2006 року прямо усередині стайні пішло вниз близько 5 м³ землі, що викликало нахил однієї зі стін.
Будівля не опалюється. Взимку 2005–2006 температура в будівлі школи опускалася до — 7 градусів, при нормі мінімум +10.
У 2008 році проведений ремонт електропроводки, поставлено 4 обігрівачі УФО для персоналу та учнів.
Відсутні каналізація, водопровід, телефон. У приміщенні школи обладнаний водозабірний вузол для забезпечення коней водою.
По генеральному плану забудови м. Кременчука, школа потрапляє під знос. Назріла гостра потреба в будівництві нового сучасного кінноспортивного комплексу.
При створенні сучасного кінноспортивного центру з теплими стайнями, критим манежем, роздягальнями, душовими, кафе, готелем, можна буде не лише зберегти та розвинути кінний спорт в місті, але і робити нові види послуг. Сюди входить заняття в абонентних групах, групах здоров'я, утримування приватних коней, спортивний тренінг коней, верхові прогулянки на природі, проведення змагань як між аматорами (власниками коней), так і між професіоналами, до Всеукраїнських. У критому манежі можна проводити виставки собак, автомобільні салони, показ мод, організовувати тематичні свята, корпоративні вечірки, проводити ярмарки.

## Спортивні досягнення
1994 рік — 2 командне місце на відкритій Першості «Колос» серед кінноспортивних шкіл і секцій при кінних заводах (статус Всеукраїнські), Гарькавая Оксана виконала норматив першого розряду, і була першою в конкурі «Олімпійські надії» висота до 140 см; 3 командне місце по вольтижерці;
1996 рік — 2 командне місце у відкритій першості Олександрійського конезаводу, Кривоніс Ірина виконала норматив 1 розряду,
1999 рік — тренер-викладач Полковникова Ірина Вікторівна — 2 місце в Кубку губернатора Дніпропетровської області, виконала норматив кандидата в майстри спорту;
2005 рік — 1 місце на 4 літніх юнацьких іграх Полтавської області (Горішні Плавні), Андреєва Оксана виконала норматив 1 розряду, 1 місце на Кубку Полтавської обласної ради (Котельва), 2 місце на Кубку губернатора Сумської області (Суми) 2 місце на відкритій першості Черкаської області (Черкаси), на 4 літніх юнацьких іграх України (Львів) Лаврентьєва Ганна виконала норматив кандидата в майстри спорту, 2 місце Всеукраїнських змаганнях пам'яті Зозулі (Миколаїв); 6 місце на першості України серед хлопців (Дніпро);
2006 рік — 1 місце в Кубку мера Миргорода, Чугаєвська  Наталія виконала норматив 1 розряду,
2007 рік — 1 місце Кубок Ковпака, Котельва; 1 місце Першість Обласної ради Полтавської області,
2008 рік — 1 місце Кубок Ковпака, Котельва; 1 місце Першість Обласної ради Полтавської області; 3 місце відкриті обласні змагання Харківської області на честь Дня Перемоги,
2009 рік в 3 — маршрутах 1 місце і два 2-х Кубок Ковпака і відкрита Першість Полтавської області, Котельва,
2010 рік — Відкритий чемпіонат Полтавської області, 1 перше місце і два 3-е місця, Кубок Ковпака Котельва два 1-і місця, одне 2-е та одне 3-е місце.